# Mirna (Vorname)
Mirna (serbisch-kyrillisch Мирна) ist ein weiblicher slawischer Vorname.

## Herkunft und Bedeutungen
Der Name bedeutet auf Serbisch und Kroatisch friedvoll.

## Namensträgerinnen
Mirna
- Mirna Doris (* 1942), italienische Sängerin
- Mirna Jukić (* 1986), kroatisch-österreichische Schwimmerin
- Mirna Funk (* 1981), deutsche Schriftstellerin und Journalistin
- Mirna Medaković (* 1985), kroatische Schauspielerin[2]
- Mirna Spritzer (* 1957), brasilianische Schauspielerin[3]

Myrna
- Myrna Dell (1924–2011), US-amerikanische Schauspielerin
- Myrna Loy (1905–1993), US-amerikanische Schauspielerin